# Ponte in Valtellina
Ponte in Valtellina là một đô thị ở tỉnh Sondrio trong vùng Lombardia của Italia, có vị trí khoảng 100 km về phía đông bắc của Milano và khoảng 9 km về phía đông của Sondrio. Tại thời điểm ngày 31 tháng 12 năm 2004, đô thị này có dân số 2.222 người và diện tích là 69,5 km².
Ponte in Valtellina giáp các đô thị: Castello dell'Acqua, Chiuro, Montagna in Valtellina, Piateda, Teglio, Tresivio, Valbondione.